# ميكي ايتو
ميكي ايتو (باليابانية: 伊藤みき ) (و. 1987  م) هي متزحلقة حرة يابانية، ولدت في هينو، طوكيو، شاركت في الألعاب الأولمبية الشتوية 2006، والألعاب الأولمبية الشتوية 2014، والألعاب الأولمبية الشتوية 2010، والألعاب الآسيوية الشتوية 2011.

## التعليم
تعلمت في جامعة تشوكيو.

## روابط خارجية
- ميكي ايتو على موقع الاتحاد الدولي للتزلج (التزلج الحر) (الإنجليزية)
- ميكي ايتو على موقع أوليمبيديا (الإنجليزية)